# Vic Sotto
Marvic Castelo Sotto (28 de abril de 1954 en Manila), conocido artísticamente como Vic Sotto, es un actor, comediante, productor de cine, presentador, cantante y compositor filipino, que trabaja en la red televisiva de GMA y en un programa de mediodía de un show de variedades llamada "Eat Bulaga!". Ganó tres títulos consecutivos en su natal Filipinas, denominada como "Office King" o "Taquilla Rey" (2004, 2005 y 2006).

## Biografía
Vic Sotto se graduó en el Colegio de San Juan de Letrán. Actualmente es socio de "Pia Guanio" y también de Eat Bulaga! y Ful Haus, (programas cómicos), difundisos en la red televisiva de GMA. Ha sido anfitrión del próximo programa de televisión llamado "Olímpicos 5", la nueva temporada (primer capítulo) denominado; ¿Quién quiere ser millonario? junto a Christopher De León, el primer anfitrión del programa ya mencionado. Su abuelo fue Vicente Sotto, un político filipino de ascendencia española.

## Filmografía

### Películas
- Si Agimat at Si Enteng Kabisote'' (2010) with Sen. Ramon "Bong" Revilla Jr. "Bossing's 1st movie for GMA Films & Imus Productions and also 1st movie with Sen. Bong Revilla"
- Ang Darling Kong Aswang (2009) with Christine Reyes
- Love Online (2009) with Paula Taylor, Jose Manalo, Manilyn Reynes, Melissa Ricks, Matt Evans, Leo Martínez at Gina Pareno.
- Iskul Bukol 20 Years After (Ungasis and Escaleras Adventure)[1] - with Carlene Aguilar, Jimmy Santos, Francine Prieto, Benjie Paras, at Ryan Agoncillo.
- Dobol Trobol[2] (2008) - with Dolphy at Riza Santos "bossing's first movie with Dolphy"
- Enteng Kabisote 4: Okay Ka, Fairy Ko: The Beginning of the Legend (2007)
- Enteng Kabisote 3: Okay ka, Fairy Ko: The Legend Goes On and On and On (2006)
- Enteng Kabisote 2: Okay Ka Fairy Ko: The Legend Continues (2005) - bilang Enteng
- Ispiritista: Itay, may moomoo! (2005)
- Enteng Kabisote: Okay ka, Fairy Ko: The Legend (2004)
- Fantastic Man (2003)
- Lastikman (2002)
- Bakit ba ganyan? (Ewan ko nga ba, Darling) (2000)
- Basta't Ikaw, Nangingining Pa (1999) - bossing's comeback movie for VIVA Films
- D'Sisters: Nuns of the Above (1999)
- Biyudo si daddy, Biyuda si mommy (1997)
- Enteng & Mokong (1997)
- Lab en kisses (1997)
- Enteng and the Shaolin Kid (1996)
- Hindi pa tapos ang labada, Darling! (1994) - bossing's 1st movie under Star Cinema
- Tunay Na Magkaibigan, Walang Iwanan, Peksman (1994)
- Ang Kuya Kong Siga(1993)
- My Funny Valentine (1992)
- Sam & Miguel (Your basura, no problema) (1992)
- Ano ba yan 2 (1992)
- Boy Anghel: Utak Pulburon (1992)
- Okey ka, fairy ko! II (1992)
- Once Upon a Time in Manila (1991)
- Okey ka, fairy ko! (1991)
- Ano ba yan? (1991)
- Onyong Majikero (1991)
- Iputok mo... dadapa ako!!! (1990)
- Samson & Goliath (1990)
- I Have 3 Eggs (1990)
- Kabayo kids (1990)
- Ganda babae, gandang lalake (1990)
- Crocodile Jones: The Son of Indiana Dundee (1990)
- Twist: Ako si ikaw, ikaw si ako (1990)
- Hotdog (1990) -
- Gawa na ang balang para sa akin (1989)
- Si Malakas at si Maganda (1989)
- Smith & Wesson (1988)
- Good morning, titser (1988)
- Shoot That Ball (1987)
- Super wan, tu, tri (1986)
- Ready, Aim, Fire (1986)
- Horsey, horsey, tigidig, tigidig (1986)
- Working Boys (1986)
- Ma'a May We Go Out (1985)
- Mama Said, Papa Said, I Love You (1985)
- Doctor, Doctor We Are Sick (1985)
- Ride on Baby (1985)
- Naku ha! (1984)
- Give Me Five (1984)
- Goodah (1984)
- Forward March (1984)
- I Have Three Hands (1983)
- Tong Tatlong Sila Tatay Ko (1982)
- Magtoning muna tayo (1981)
- Palpak Connections (1981)
- Age Doesn't Matter (1981)
- Iskul Bukol (1980)
- Tartan (1980)
- Rock Baby Rock (1979)
- Mang Kepweng (1979)

### Televisión
- LOL: Laugh Or Loose (TV5) - 9 de octubre de 2010
- My Darling Aswang (TV5) 2010
- Who Wants to Be a Millionaire? (TV5) - (2009-2010)
- SNN: Showbiz News Ngayon (ABS-CBN) - 2009
- Ful Haus (GMA Network) - (2007) - as Ful
- Eat Bulaga! (RPN, 1979–1989), (ABS-CBN, 1989–1995), (GMA Network, 1995–present)
- Sa Iyong Paglisan: Eat Bulaga Holy Week Special (GMA Network) (2007)
- Daddy Di Do Du (GMA Network) (2001–2007) - as Kul
- A Telefantastic Christmas: The GMA All-Star Special (GMA Network) (2005)
- Perfect: Eat Bulaga Holy Week Special (GMA Network) (2005)
- Morning Girls With Kris & Korina (ABS-CBN) (2003)
- Biglang Sibol, Bayang Impasibol (GMA Network) (2002) - singer/performer
- Korek na Korek ka Dyan (GMA Network) (2001)
- Arjay Bilugan (PTV) (2000)
- 1 for 3 - (GMA Network) (1997)
- Stay Awake (ABC) (1995)
- Mixed Nuts! (Numero Unong Terrific Show) (GMA Network) (1994–1997)
- Rock n' Roll 2000 (ABC) (1992)
- Showbiz Linggo (ABS-CBN) (1992)
- TVJ on 5 (ABC) (1992) (TeleVision's Jesters on 5)
- Valiente (ABS-CBN, 1990–1995; GMA Network, 1995–1997) - singer/performer
- Last Two Minutes (PTV) (1990–1992)
- TVJ (TeleVision's Jesters) (IBC) (1989)
- Coney Reyes On Camera (1988–1989) (ABS-CBN) (One Chapter)
- Agila (ABS-CBN) (1988) - singer/performer
- Love Me Doods (PTV) (1988–1989) - as Marvin
- Okay Ka, Fairy Ko! (IBC, 1987–1989); (ABS-CBN, 1989–1995), (GMA Network, 1996–1997)
- Plaza 1899 (RPN) (1986–1988) - various
- Bhoy (MBS) (1985)
- Herederos (RPN) (1984) - singer/performer
- Lovingly Yours (GMA Network) (1984)
- Two Plus Two (BBC) (1982)
- Lucky Stars (RPN) (1980)
- C.U.T.E. (Call Us Two for Entertainment) (IBC) (1979–1981)
- Iskul Bukol (IBC) (1977–1990) - as Vic Ungasis
- Friends (GTV) (1977)
- Student Canteen (GMA Network) (1977)
- Ok Lang (IBC) (1975)
- Discorama (GMA Network) (1975)